# Hisense
A Hisense Electric Co., Ltd. (海信集团) é uma empresa estatal chinesa de eletrodomésticos e eletrônicos com sede em Qingdao fundada em 1969, sendo formada por duas empresas de capital aberto nas bolsas de valores de Xangai e Hong Kong.
Seus principais produtos são eletrodomésticos da linha branca, televisores, set-top-boxes, computadores, celulares e componentes de telecomunicações, a empresa também vende produtos de outras marcas sob seu nome. Além da China, a empresa também vem se expandindo pelo mundo em outros países como África do Sul, Japão, Argentina, Estados Unidos, Espanha e Canadá.
A Hisense foi considerada a 10ª maior fabricante da China em 2016, figurando entre marcas mundialmente renomadas como Xiaomi e Lenovo.

## Patrocínios

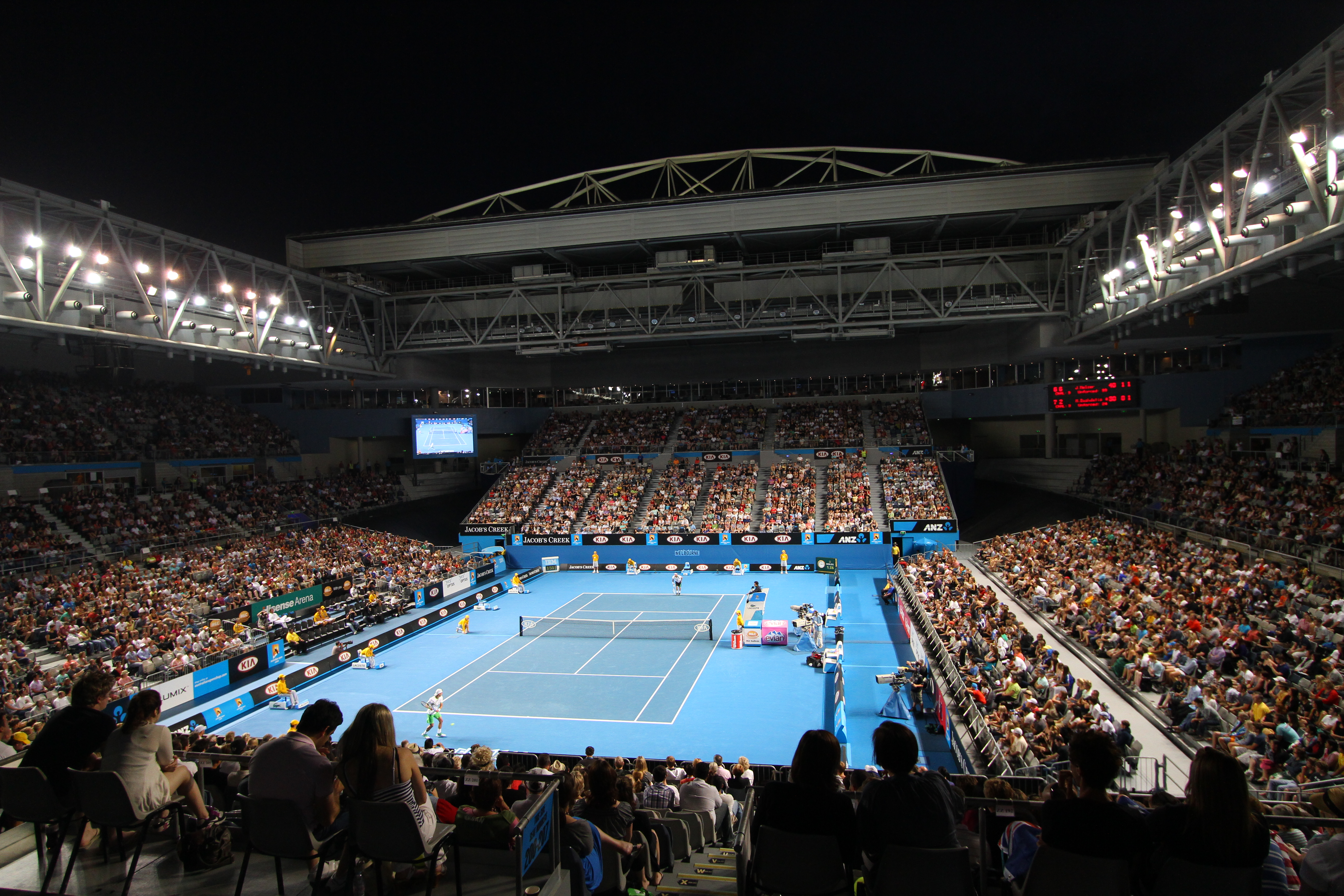
Hisense Arena, Melbourne, Australia

### Hisense Arena
Em Julho de 2008 a Hisense fechou um acordo com o Melbourne & Olympic Parks para a utilização e exploração do naming rights Hisense Arena por seis anos. Prazo este prorrogado por mais três anos em 2014.

### Australian Open de Tênis
Presente na Austrália desde 2006, a Hisense oficializou o patrocínio oficial do torneio de tênis australiano em 2013, com validade até a edição de 2017, estendida até 2018 e encerrada neste ano.

### Schalke 04
Em 2014, a empresa assinou um acordo de parceria premium com validade de três anos com a equipe alemã de futebol Schalke 04.

### NASCAR

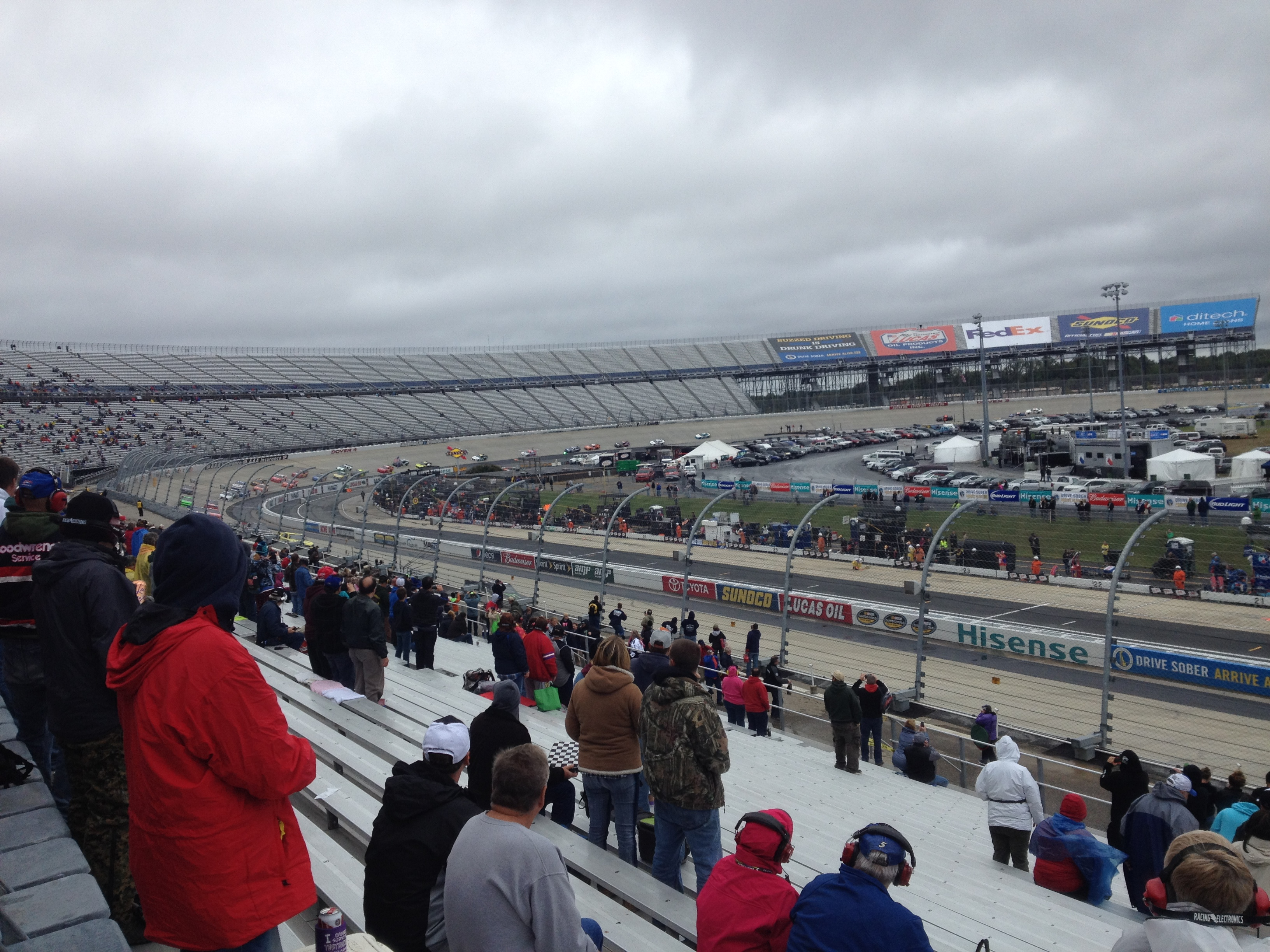
Exposição da Hisense em circuito da Nascar

Buscando expandir o nome da marca nos Estados Unidos, a Hisense assinou um acordo de patrocínio com a NASCAR Xfinity Series, a qual é uma subdivisão da NASCAR, tendo adquirido o naming rights de duas provas da competição.

### Red Bull Racing
Em 2015, a Hisense fechou acordo de patrocínio com a Infiniti Red Bull Racing, equipe de Fórmula 1. O acordo tem 3 anos de validade e os valores giram em torno de US$ 7 milhões (dólares).

### Copa Uefa 2016
A Hisense foi um dos patrocinadores oficiais da Copa Uefa Euro 2016. No acordo, além da UEFA Euro, entram também outros torneios da entidade, como o sub-20, a Uefa Feminina e as eliminatórias para a Copa do Mundo FIFA 2018.

### Copa do Mundo FIFA 2018
Visando colocar o futebol como a prioridade esportiva da China, bem como transforma-la em uma potência futebolística, a empresa, em conjunto com a FIFA, anunciaram na época que era um dos patrocinadores oficiais da Copa do Mundo FIFA de 2018, que foi realizada na Rússia.

### Mundial de Clubes FIFA
No primeiro mundial de clubes quadrienal organizado pela FIFA, em 2025, a empresa se tornou o primeiro patrocinador oficial do novo torneio de clubes, que era para ser na China em 2021, mas devido a eventos imprevistos de 2020, foi adiado e acabou sendo marcado para os Estados Unidos.